# Етелдред Бенет
Етелдред Ана Марија Бенет (Тисбери, Вилтшир, 22. јул 1776 – Нортон Бавант, 11. јануар 1845) била је рани енглески геолог који се често сматра првим женским геологом, пошто је велики део свог живота посветила прикупљању и проучавању фосила које је открила у југозападној Енглеској. Блиско је сарађивала са многим главним геолозима и њена колекција фосила, која се сматрала једном од највећих у то време, играла је улогу у развоју геологије као области науке.

## Младост
Етелдред Ана Марија Бенет је рођена 1776. (или 1775.)  у богатој породици као друга ћерка Томаса Бенета (1729–1797) из Вилтшира и Кетрин рођене Дарел (ум. 1790). Њен прадеда по мајци био је Вилијам Вејк, надбискуп Кентерберија. Њен старији брат Џон је био члан парламента за Вилтшир, а касније и Јужни Вилтшир од 1819. до 1852. године; његова ћерка се удала за лорда Чарлса Спенсера-Черчила.
Од 1802. живела је у Нортон Хаусу у Нортон Баванту, близу Ворминстера, у Вилтширу, где је живела са својом сестром Аном Маријом. Врло мало се зна о њеном животу, осим њеног доприноса геологији, и нема познатог њеног портрета, иако је силуета објављена у Х.Б. Вудардовој Историји геологије (1911).

## Збирка фосила
Најмање од 1809. до своје смрти, посветила се прикупљању и проучавању фосила свог родног округа, почевши од области Варминистер. Бенетова је била добро упућена у стратиграфију, што јој је помогло у потрази, а њено богатство јој је омогућило да ангажује колекционаре и купује припремљене примерке.
Њено интересовање за геологију подстакао је полубрат њене снахе, ботаничар Ајлмер Бурк Ламберт. Ламберт је био страствени колекционар фосила који је допринео Минералној конхологији Џејмса Совербија; био је један од оснивача Линеовског друштва, члан Краљевског друштва и први члан Геолошког друштва. Преко њега је Бенетова развила своју љубав према фосилима и односе са многим водећим геолозима тог времена, а само кроз радове ових људи је направљено највише референци на њен рад. На пример, допринела је раду Гидеона Мантела на стратиграфији, а такође је радила са Совербијем. Бенетова је била неудата и финансијски независна, па је тако могла да посвети велики део свог живота растућој области геологије кроз сакупљање и проучавање фосила, посебно фосила сунђера.
Специјалитет Етелдред Бенет био је горњи Гринсенд из средње креде у долини Вордор у Вилтширу. Њена колекција била је једна од највећих и најразноврснијих у то време, што је резултирало многим посетиоцима њеног дома. Збирка се састојала од преко 1500 примерака који се сада признају због поновног објављивања поменуте колекције публикацијом 1989. године. Неки фосили у њеној колекцији први су илустровани и описани, док су други били изузетно ретки или необично добро очувани.
Бенетова је имала контакт са многим ауторима радова о фосилима укључујући и Совербијеве. Четрдесет један од њених примерака био је укључен у Совербијеву Минералну конхологију, главно референтно дело о фосилима, у којем је имала други највећи број доприноса. Након што је погледао део њене колекције, и под претпоставком да је мушкарац, цар Николај I доделио јој је докторат из грађанског права на Универзитету у Сент Петерсбергу у време када жене нису примане на високошколске установе. Геолошко друштво такође није хтело да је прими у чланство због тога што је жена. У одговору на свој почасни докторат, Бенетова је приметила да „научни људи, генерално, имају веома ниско мишљење о способностима мог пола“.
Након њене смрти, колекција фосила је продата лекару Томасу Вилсону из Њуарка, у Делаверу, који је колекцију поклонио Академији природних наука у Филаделфији.
Већина њене колекције фосила тренутно се налази на Академији природних наука у Филаделфији након што је купио Томас Белерби Вилсон. Неколико предмета се налази у британским музејима, посебно у Градском музеју Лидса, а можда и у Санкт Петербургу. Ове колекције садрже много типских примерака и неке од првих пронађених фосила са сачуваним меким ткивима (као што је препознато убрзо након њене смрти). Још један посебно фасцинантан део њене колекције био је то што су садржавали микрофосиле, а данас се они првенствено користе као индикација за налазишта нафте.
Збирка Етелдред Бенет садржала је низ критичних открића, за која је сковала модерна имена и класификације. Њена колекција укључивала је пакет фосилних сунђера. Етелдред је била прва која је своје сунђере назвала „полипотеција“, а њене амоните „дрепанити“ (морски мекушци). Пронашла је неуобичајене фосилне тригониде (слане шкољке) са заштићеном меком анатомијом. Ово су биле прве такве врсте које су пронађене.
Претпостављало се да је цела колекција Бенетове изгубљена почетком 20. века, пошто конкретни примерци нису могли бити лоцирани. Међутим, оживљено интересовање Филаделфијске академије за ране енглеске колекције фосила, а посебно за колекцију Бенетове, поново је довело до формалног признања. Ово је на крају довело до расправе о њеним двема публикацијама, разраде њених таксономских имена и фотографске илустрације многих виталних делова њене колекције.
Бенетова се такође заинтересовала за конхологију и провела је време сакупљајући шкољке, од којих су многе биле нове. У писму Мантелу 1817. године, она је тврдила да јој је прикупљање шкољки није оставило времена да погледа његове фосиле.
Иако је имала велику колекцију фосила коју је сама стекла, такође је била у могућности да наручи професионално набављене, очишћене и припремљене фосиле.

## Препознавање
Њено необично име, једно слово мање од мушког имена Етелред, навело је многе да помисле да је она мушкарац. Ова грешка се догодила када јој је Царско природњачко друштво у Москви доделило чланство под именом мајстор Етелдред Бенет 1836. Други пример је давање доктората грађанског права од стране цара Николаја I; овај докторат је добила на Универзитету у Санкт Петербургу у време када женама није било дозвољено да буду примљене у више институције. Немачки геолози који су је цитирали у својим радовима називали су је „госпођицом Бенет“.
Бенетова је живела у време када су многи феномени били објашњени религијом, укључујући постојање фосила. Током њеног живота, многи су мислили да су фосили резултат великих катастрофа повезаних са религијом, попут Нојевог потопа. Штавише, неколико познатих научника били су чланови свештенства.
Без сумње, Бенетова се суочила са још једним недостатком поред свог пола: живела је у Вилтширу, а допринос геологији изван Лондона био је изазов. Болест и породичне невоље биле су друге препреке које су је спречавале да учествује у геологији онолико колико би могла.
Упознала је Вилијама Смита, "оца" енглеске геологије, и поклонила му Тисберијев тест корала. Помињао ју је у својим писмима другима, на пример када је писао о „дамама у Вилтширу“ које су се „истакнуле у својим збиркама“. (Торенс 2000, стр. 60) У складу са романом Џона Нидама, „Шуме диносауруса" – њен рад је омогућио да се креда повеже са стратиграфијом долине Вардор у округу Дорсет. Она је такође комуницирала са неколико других „дивова“ ране фосилне науке као што су професор Вилијам Бакленд, Гидеон Мантел, Едвард Чарлсворт, Хенри де ла Беш, Родерик Импи Марчисон и Семјуел Вудворд, као и Џорџ Лајел који нам је дао теорију униформизма – да су облици данашњице исти као и прошлих година, односно да је „садашњост кључ прошлости“.
Њен рад су препознали и ценили угледни појединци тог времена. Мантел ју је описао као „даму великог талента и неуморног истраживања“, док Соуербијеви примећују да је њен „рад у потрази за геолошким информацијама био подједнако користан колико и непрекидан“.
Бенетова је изабрана као амблем за конференцију „Улога жене у историји геологије“ која је одржана новембра 2005. у Геолошком друштву у Лондону.

## Допринос геологији и палеонтологији
Допринос Бенетове раној историји геологије Вилтшира је значајан јер се осећала опуштено са колегама геолозима као што су Џорџ Белас Гриноу (први председник Геолошког друштва ), Гидеон Мантел, Вилијам Бакленд и Семјуел Вудворд, и интензивно се дописивала са њима. Своје идеје и предмете из своје колекције фосила слободно је давала вредним субјектима као што су музеји, шаљући један у Санкт Петербург. Кроз размену бројних фосила са Мантелом, дошло се до темељног разумевања седиментних стена доње креде јужне Енглеске.
Као што се очекивало од жена у то време, Бенетова је углавном била самоука у области геологије. Њена финансијска независност јој је омогућила да наручи дубински преглед стратиграфског пресека каменолома Апер Чиксгроув у близини Тисберија 1819. године, нацртан у размери, али нажалост на цртежу није назначена размера. Одређено камење и фосили се и данас извлаче са локалитета, посебно фосили биљака и гмизаваца. Она је ово назвала „мером различитих камених слојева у каменолому Чиксгроув у жупи Тисбери“. Међутим, стратиграфски пресек објавио је природњак Џејмс Соуерби без њеног знања. Касније је била у супротности са неким од Соуербијевих закључака заснованих на сопственом истраживању.
Бенетова се у великој мери дописивала са колегама геолозима као што су Џорџ Белас Гриноу, први председник Геолошког друштва, Гидеон Мантел, Вилијам Бакленд и Семјуел Вудворд. Разменом бројних фосила са Мантелом, постигнуто је темељно разумевање седиментних стена доње креде јужне Енглеске.
Године 1825, њена слика метеорита који је пао на округ Лимерик у септембру 1813. депонована је у архиву Геолошког друштва Лондона, коју је на Универзитету у Оксфорду представио велечасни Џон Грифитс из Бишопстроуа. Метеорит је био тежак 19 фунти, а пругасти и тачкасти део представља прелом. Због своје обимне колекције, написала је и приватно објавила монографију 1831. године, која садржи многе њене цртеже и скице мекушаца и сунђера, као што су њене скице фосилних алкионија (1816) из формације Грин Санд у Ворминстеру и непосредној близини, у Вилтширу. Друштво поседује два примерка: један је дат Џорџу Белас Гриноу, а други њеном пријатељу Гидеону Мантелу. Овај рад ју је утврдио као правог, пионирског биостратиграфа, пратећи, али не увек слажући се са радом Вилијама Смита.
Њена монографија из 1831, Каталог органских остатака округа Вилтшир, објављена је у малим тиражима у малој штампарији, и није била широко дистрибуирана даље од њених колега. Сматра се да је можда потценила вредност свог рада.

## Каснији живот
Болест током последњих двадесет година живота  Бенетове значила је да је проводила мање времена сакупљајући примерке и уместо тога наручивала је локалне колекционаре. Након што је провела 34 године прикупљајући најобимнију колекцију фосила из Вилтшира, Бенет је умрла у свом дому, Нортон Хаусу, у 69. години, две године пре колегинице колекционарке фосила Мери Анинг.

## Радови
- A catalogue of the organic remains of the county of Wiltshire., 1831. Via Internet Archive.
- A brief enquiry into the antiquity, honour and estate of the name and family of Wake, 1833 (written by her great grandfather William Wake, Archbishop of Canterbury, but prepared for publication and footnoted by Etheldred Benett)